# 雞善嶼
23°37′36″N 119°41′09″E / 23.626538286527857°N 119.68577807250227°E

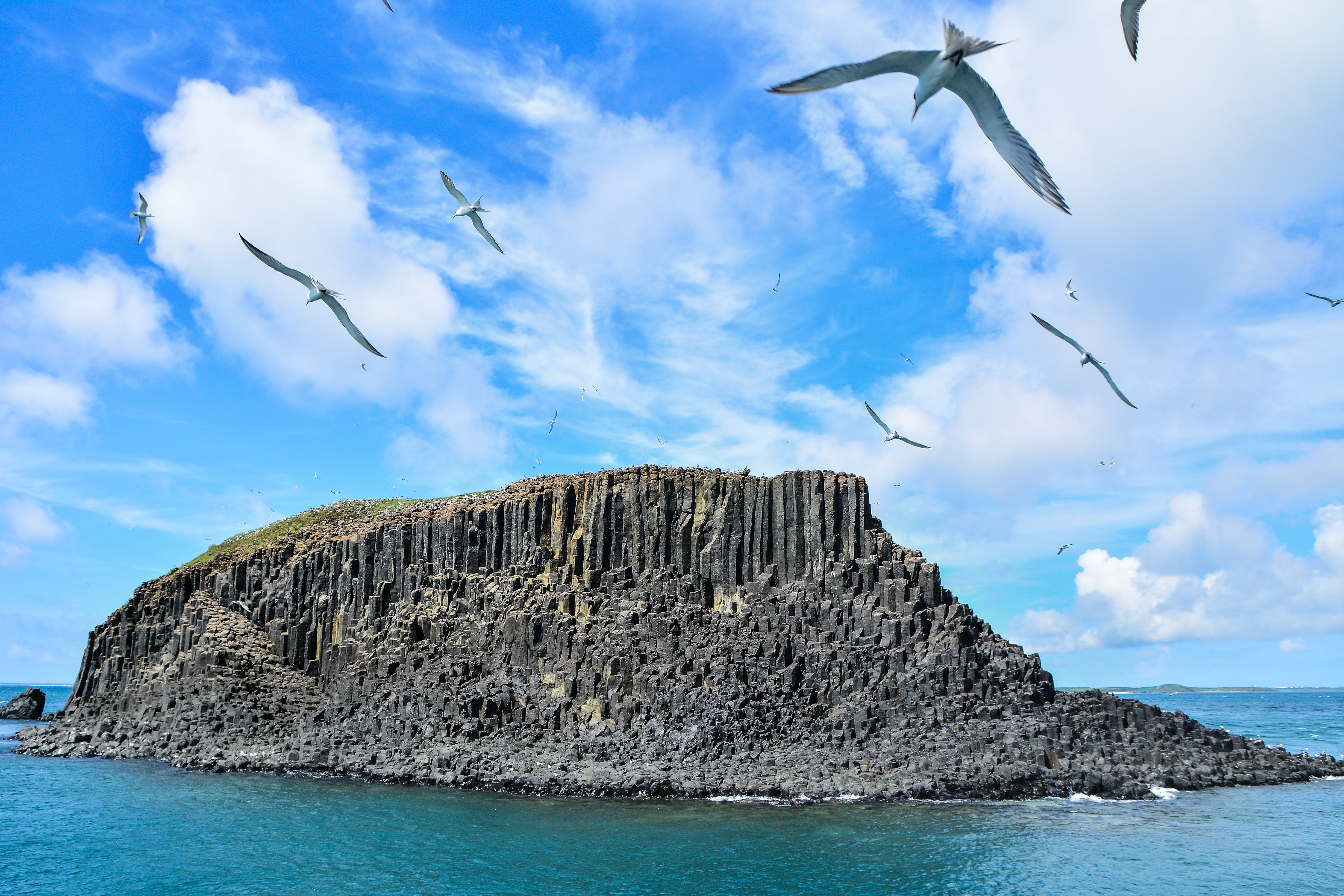
雞善嶼

雞善嶼，為台灣澎湖縣湖西鄉的一個島嶼，面積約0.0454平方公里，其於滿潮時實際上是由兩座島嶼（大雞善嶼、小雞善嶼）所組成，退潮時兩座島嶼相連，但在2005年澎湖縣政府調查中仍當做一座島嶼計算。島嶼位置在北寮村東北方約四公里處。因該島擁有緊密排列，如同管風琴般雄偉壯觀的柱狀玄武岩，故有「東海黃山」的美稱。每年春夏兩季該島亦有多種稀有鳥種在此繁殖，故為澎湖東海觀光行程經常巡航經過的島嶼之一。農委會於1992年將此島與白沙嶼及錠鈎嶼劃定為澎湖玄武岩自然保留區，依規定非經許可不得登岸。